# Will o' Wisp
Will o' Wisp (ウィル・オ・ウィスプ?, U~iru o u~isupu) è un videogioco otome della casa di produzione Idea Factory, di ambientazione vittoriana e con elementi soprannaturali. Dal gioco è stata tratta una serie manga scritta e disegnata da Saika Onodera e pubblicata in Italia da GP Publishing.

## Trama
Alla morte del nonno, Hanna eredita l'attività di artigiana di bambole. Insieme ad Emily, sua amica e bambola lei stessa, scopre in uno scantinato segreto un bambolotto, Will. Questi si risveglia alla presenza di Hanna e le spiega di essere una delle bambole elementali create dall'ineguagliabile Shamrock secoli prima. Affascinata da questo misterioso personaggio, Hanna scopre via via che anche altre personalità di spicco di Londra hanno come servitori delle bambole elementali: Gloria, l'aristocratica amica di Hanna e cliente fissa della bottega, Irvine, giovane lord con la passione per le bambole, e il nobile Redmond.
Mentre Rudy cerca volontariamente di sottrarsi al padrone Irvine, offrendosi ad Hanna, di cui si è innamorato, Gill difende fino all'ultimo il volere di Gloria, restia a separarsi dal bambolotto che ama. Poco dopo aver incontrato le altre bambole, Hanna ha infatti assistito allo spegnimento di Emily, gelosa delle attenzioni della padrona verso i prodigiosi automi e colpita da un doloroso senso di inferiorità. Hanna perciò desidera dare un nuovo corpo, più elaborato e di genere elementale, all'amica e grazie al consiglio di Will sa che solo raccogliendo le chiavi delle altre bambole di Shamrock potrà ottenere il potere necessario.
Dopo aver spronato sia Lord Irvine che Lady Gloria ad affrontare le proprie paure ed abbandonare il malsano attaccamento ai bambolotti, Hanna riesce a dare di nuovo un corpo all'anima vagante di Emily. Riconciliatasi con l'amica, Hanna è però turbata dalla bambola elementale senza padrone, Ignis. Questi, a lei ostile, ha cercato più volte di ucciderla, affermando di volere la liberazione delle anime imprigionate da Shamrock nei corpi di bambola e destinate a vagare in eterno finché legate ad un padrone.
Hanna decide inoltre di indagare sui casi di omicidio che scuotono Londra, dato che Gill, Rudy e Will le hanno suggerito che Jack, bambola di Redmond, può essere coinvolto.
Il servitore di Redmond si rivela l'assassino, dato che il gentiluomo sogna di resuscitare la figlia deceduta con gli organi strappati alle vittime. Hanna nello scontro tra Jack e le altre bambole viene rapita da Ignis, che vuole riunire tutte le creature di Shamrock per potersi liberare dalla sua vita eterna.
Nello scontro finale, che vede da un lato Ignis e Jack e dall'altro i servitori fedeli di Hanna, questa scopre che l'eredità del geniale artigiano la rende capace di liberare tutte le bambole elementali anche senza alcuna offerta di sangue: liberato così il sofferente Ignis, angustiato da un'eterna veglia di solitudine in quanto indipendente da ogni padrone, Hanna saluta per sempre le bambole sue amiche, preferendo privarsene per donar loro la libertà.

## Personaggi
Hanna (ハンナ?, Han'na)
Hanna è la nipote di un apprezzato artigiano di bambole di Londra. Da sempre emarginata dai coetanei, Hanna ha scelto le bambole come compagne di giochi e poi di vita: prima quelle regalategli dal nonno, poi Emily, la bambola senziente che si è costruita da sola. Dato il potere di animare gli automi, ad Hanna è stato proibito nell'arte artigianale del nonno, e solo alla morte di questi e dopo l'incontro con le bambole elementali scopre di essere l'erede spirituale del geniale Shamrock, creatore di bambole vive.
Il rispetto che Hanna nutre verso le bambole, per le quali è disposta anche a mettere a rischio la propria vita, le attirano le simpatie e l'amore delle bambole elementali, di cui poi la ragazza diventa padrona.
Emily (エミリー?, Emirī)
Doppiata da Saori Seto
Emily è stata la prima bambola costruita da Hanna. Sua inseparabile amica e fedele servitrice, Emily si occupa della gestione della casa e della cura della persona della padrona. Bambola tradizionale rispetto alle più elaborate elementali, il suo meccanismo deve essere ricaricato quotidianamente con la chiave.
Will (ウィル?, U~iru)
Doppiato da Kazuya Nakai
Bambola nascosta nello scantinato segreto del nonno di Hanna, si sveglia solo grazie a quest'ultima dato che si era autoimposto un sonno eterno. Schivo e a volte brusco, Will è tuttavia molto fedele ad Hanna e suo guardiano. La fiducia nella giovane porta infine il bambolotto a confessarle il suo più grande peccato e opprimente angoscia: il delitto del suo precedente padrone, giunto ad ordinare alla bambola elementale di ucciderlo perché incapace di sopravvivere alla morte dell'amata.
Hobbirdy (ホブルディ?, Hoburudi) detto Rudy
Doppiato da Motoki Takagi
Bambola del giovane Lord Irvine. Il suo aspetto angelico porta Hanna a paragonarlo più volte ad un principe, ma Rudy sa anche essere disposto a venir meno ai suoi doveri di bambola elementale pur di perseguire i suoi obiettivi; affezionatosi ad Hanna, cerca di sottrarre la chiave al suo padrone per legarsi alla giovane, cui rivela candidamente il suo amore.
Gill (ジル?, Jiru)
Doppiato da Kazuyuki Okitsu
Bambola dell'aristocratica Gloria. Dall'aspetto androgino ed ambiguo, sebbene bambola di genere maschile, porta i capelli sciolti e lunghi come una donna e veste una gonna sino alla caviglia. Gentile e premuroso, Gill tiene in grande considerazione la propria padrona e per lei è disposto anche ad affrontare Hanna. Solo dopo aver avuto la benedizione di Gloria, si unisce alle bambole fedeli alla giovane artigiana.
Ignis (イグニス?, Igunisu)
Doppiato da Takehito Koyasu
Ignis è l'unica tra le bambole di Shamrock ad essere indipendente. Disprezzando gli umani, non sopporta l'idea che le bambole elementali abbiano bisogno di un padrone per poter vivere. Suo desiderio è liberare sé e i propri compagni, anche a costo della vita di innocenti. Rapita Hanna per poter riunire tutte le chiavi delle bambole e liberare le anime dagli automi, il tormento della solitudine e la disperazione della vita eterna che lo logorano vengono presto scoperte dalla sensibile artigiana che gli dona così spontaneamente la libertà.
Jack (ジャック?, Jakku)
Doppiato da Daisuke Egawa
Bambola di Victor Redmond. Freddo e calcolatore, Jack non nutre particolare affetto verso il proprio padrone o verso la vita umana in generale, suo unico desiderio è studiare quanto più possibile idee e oggetti. Senza rammarico si macchia di omicidi nell'East End, alimentando la leggenda di Jack lo Squartatore, per il volere di Redmond. Solo dopo aver conosciuto Hanna ed essere stato in sua compagnia quando quella era prigioniera di Ignis, Jack scopre il desiderio di prolungare la propria vita sulla Terra, affascinato dalla personalità di Hanna.
Bambole elementali (精霊人形?, Seirei ningyō)
Sono bambole create dall'artigiano Shamrock, capace di imprigionare nei propri burattini le anime. Ogni bambola è legata a chi ha girato nel loro meccanismo la chiave; finché il padrone è in vita la bambola ha perfetta autonomia: si muove e vive senza necessità alcuna. Nel caso il padrone muoia la bambola elementale a lui legata sprofonda in un sonno da cui solo un nuovo legame di servitù può risvegliarla.
In origine vi erano cinque bambole, ma chiunque sia dotato del potere di Shamrock ne può creare di nuove: Emily diventa infatti per volere di Hanna una creatura elementale.

### Personaggi secondari
Irvine (アーヴィン?, Āvu~in)
Doppiaggio da Kazuma Horie
Giovane aristocratico col pallino per le bambole, in particolare quelle legate a leggende macabre o al soprannaturale in generale. Trova nel suo passatempo una fuga dal mondo e per questo, scoperto il tradimento di Rudy, è pronto anche a punirlo severamente o ad attentare alla vita di Hanna.
Gloria (グロリア?, Guroria)
Doppiata da Ryōko Ono
Cliente affezionata della bottega di Hanna e suo nonno, col tempo è diventata un'amica della giovane artigiana nonostante la differenza di classe. Affezionata al Gill, trova nel rapporto morboso con la bambola la consolazione ad una delusione d'amore.
Victor (ヴィクター?, Vu~ikutā) Redmond
Doppiato da Kiyoshi Katsunuma
Padrone di Jack, dopo la morte della figlia ha deciso di rivolgersi alle scienze più oscure per far ritornare in vita la bambina scomparsa. Sottratto il corpo dalla tomba, ha ordinato a Jack di uccidere le prostitute dell'East End per poter dopo usare i loro organi nel corpo della giovane da resuscitare.

## Volumi
| Nº | Data di prima pubblicazione | Data di prima pubblicazione | Data di prima pubblicazione | Data di prima pubblicazione |
| Nº | Giapponese                  | Giapponese                  | Italiano                    | Italiano                    |
| -- | --------------------------- | --------------------------- | --------------------------- | --------------------------- |
| 1  | 10 marzo 2009               | ISBN 978-486127-581-4       | 9 luglio 2011               | ISBN 978-88-6468-477-2      |
| 2  | 10 aprile 2010              | ISBN 978-486127-666-8       | 17 settembre 2011           | ISBN 978-88-6468-478-9      |